# 内藏山
35°29′N 126°53′E / 35.483°N 126.883°E
内藏山（韓語：내장산）是位于朝鲜半岛西南部全罗南道及全罗北道之间的一座山，主体在全羅南道長城郡以及全羅北道井邑市、淳昌郡，距离首尔约三小时车程。海拔763米。是内藏山国立公园的核心部分。

## 名称
内藏山原名灵隐山，得名自山上的本寺灵隐寺（본사 영은사），后来因山中物产之多有如无尽藏，因此得名内藏山。